# 1 Batalion Straży Granicznej

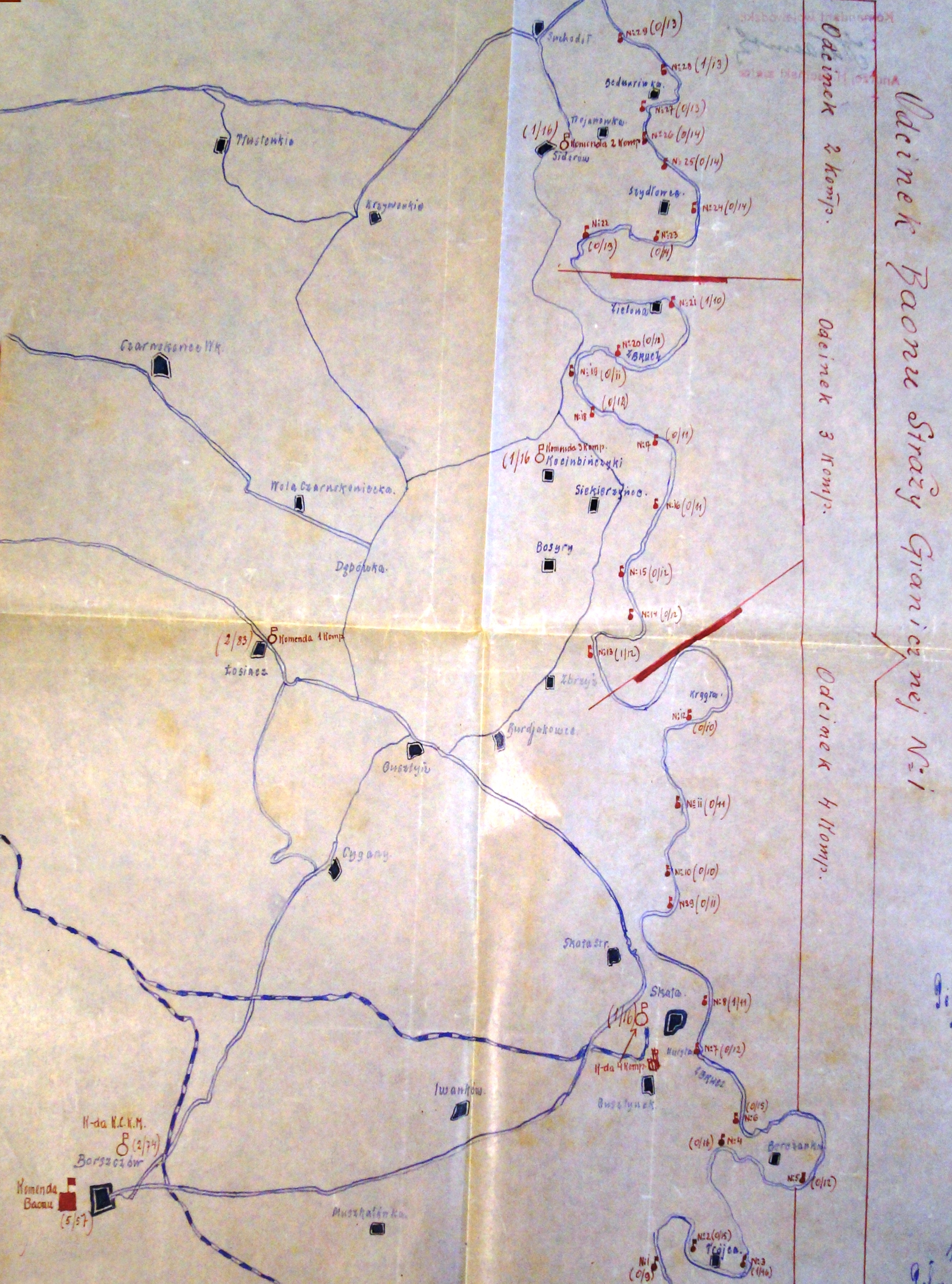
Szkic rozmieszczenia 1 batalionu Straży Granicznej w 1923

1 Batalion Straży Granicznej – jednostka organizacyjna Straży Granicznej w II Rzeczypospolitej pełniąca służbę ochronną na granicy polsko-radzieckiej.

## Formowanie i zmiany organizacyjne
Wykonując postanowienia uchwały Rady Ministrów z 23 maja 1922 roku, Minister Spraw Wewnętrznych rozkazem z 9 listopada 1922 roku zmienił nazwę „Bataliony Celne” na „Straż Graniczną”. Wprowadził jednocześnie w formacji nową organizację wewnętrzną. 1 batalion celny przemianowany został na 1 batalion Straży Granicznej.
1 batalion Straży Granicznej funkcjonował w strukturze Komendy Powiatowej Straży Granicznej w Łunińcu, a jego dowództwo stacjonowało w Łachwie. W skład batalionu wchodziły cztery kompanie strzeleckie oraz jedna kompania karabinów maszynowych w liczbie 3 plutonów po 2 karabiny maszynowe na pluton. Dowódca batalionu posiadał uprawnienia dyscyplinarne dowódcy pułku. Cały skład osobowy batalionu obejmował etatowo 614 żołnierzy, w tym 14 oficerów.
W lipcu 1923 roku 1 batalion SG w Borszczowie przekazał swój odcinek oddziałom Policji Państwowej i został rozwiązany.

## Służba graniczna
23 września 1922 zapadła decyzja by 1 baon SG przedyslokować do Łachwy. Miał on stać się batalionem rezerwowym Inspektoratu. 5 października z Korotycz batalion został przetransportowany do Łachwy jako rezerwa Głównej Komendy Straży Granicznej.
Sąsiednie bataliony
- 23 batalion Straży Granicznej ⇔ 22 batalion Straży Granicznej − V 1923[10]

## Kadra batalionu
Dowódcy batalionu

| stopień    | imię i nazwisko   | okres pełnienia służby | kolejne stanowisko |
| ---------- | ----------------- | ---------------------- | ------------------ |
| kpt. żand. | Stanisław Kohmann | X - XI 1922            |                    |

Dowódcy kompanii

| Data       | Dowódca 1 kompanii straży granicznej | Dowódca 2 kompanii straży granicznej | Dowódca 3 kompanii straży granicznej | Dowódca 4 kompanii straży granicznej | Dowódca kompanii cekaemów |
| ---------- | ------------------------------------ | ------------------------------------ | ------------------------------------ | ------------------------------------ | ------------------------- |
| 30 X 1922  | por. Stefan Kopczyński               | kpt. Gabriel Pilchowicz              | por. Franciszek Ojczyk               | por. Stanisław Stefanowicz           | por Ludwik Połomski       |
| 30 XI 1922 | por Stefan Kopczyński                | kpt. Gabriel Pilchowicz              | por. Franciszek Ojczyk               | por. Stanisław Stefanowicz           | por. Ludwik Połomski      |

## Struktura organizacyjna
| Ordre de Bataille 1 batalionu Straży Granicznej w Borszczowie na dzień 7 maja 1923 | Ordre de Bataille 1 batalionu Straży Granicznej w Borszczowie na dzień 7 maja 1923 | Ordre de Bataille 1 batalionu Straży Granicznej w Borszczowie na dzień 7 maja 1923 | Ordre de Bataille 1 batalionu Straży Granicznej w Borszczowie na dzień 7 maja 1923 | Ordre de Bataille 1 batalionu Straży Granicznej w Borszczowie na dzień 7 maja 1923 |
| kompania                                                                           | 1. Łosiacz                                                                         | 3. Kociubińczyki                                                                   | 4. Skała                                                                           | 2. Sidorów                                                                         |
| ---------------------------------------------------------------------------------- | ---------------------------------------------------------------------------------- | ---------------------------------------------------------------------------------- | ---------------------------------------------------------------------------------- | ---------------------------------------------------------------------------------- |
| placówka                                                                           | Czarnokońce Wlk.                                                                   | Siekierzyńce                                                                       | Burdiakowce                                                                        | Suchodół                                                                           |
| placówka                                                                           | Wola Czarnokoniecka                                                                | Borysy                                                                             | Krągła                                                                             | Trojanówka                                                                         |
| placówka                                                                           | Gusztyn                                                                            | Zbrzyż                                                                             | Skała Str.                                                                         | Bojanówka                                                                          |
| placówka                                                                           | Cygany                                                                             | Zielona                                                                            | Gusztynek                                                                          | Szydłowce                                                                          |
| placówka                                                                           | Dębówka                                                                            |                                                                                    | Bereżanka                                                                          |                                                                                    |